# Archer Grand Prix
Le Archer Grand Prix (ou Archer International Grand Prix) est une course cycliste disputée au Royaume-Uni. Créé en 1956, elle a fait partie de l'UCI Europe Tour entre l’an 2000 et 2005. 

## Palmarès
| Année | Vainqueur        | Deuxième           | Troisième        |
| ----- | ---------------- | ------------------ | ---------------- |
| 2000  | Roger Hammond    | David McCann       | Huw Pritchaard   |
| 2001  | Gordon McCauley  | Anthony Malarczyk  | Thomas Evans     |
| 2002  | Gordon McCauley  | Kevin Dawson       | John Tanner      |
| 2003  | David O’Loughlin | Christopher Newton | John Tanner      |
| 2004  | Julian Winn      | John Tanner        | Heath Blackgrove |
| 2005  | John Tanner      | Kevin Dawson       | Jonathan Dayus   |